# داينا جان
داينا جان إليسين هانسين (بالإنجليزية: Dinah Jane)‏ (22 يونيو 1997)، هي مغنية أمريكية وعضوة في فرقة الفتيات فيفث هارموني.

## النشأة
ترعرت داينا في سانتا آنا، كاليفورنيا، وهي الابنة الأكبر من بين 8 أطفال، وكبرت في منزل ب4 غرف نوم مع 23 شخص آخر. داينا من أصل بولنيزياني (أساسا من تونغا)، وتملك أيضا جذور من ساموا، فيجي والدنمارك. غنت داينا لأول مرة أما الجمهور عندما أدت النشيد الوطني بعمر ال7 سنوات. سنة 2011، سجلت أول أغنية منفردة لها باسم «الرقص مثل فتاة بيضاء». دخلت مدرسة مقاطعة أورانج للفنون وتخرجت منها سنة 2015.

## المشوار

### ذا إكس فاكتور وفيفث هارموني
في 2012، شاركت في ذا إكس فاكتور الموسم الثاني بأغنية «إذا كنت ولدا» لبيونسيه في مرحلة الأوديشنز. وفي مرحلة الأداء الفردي غنت «هيرو» لماريا كاري، ومرحلة المواجهة غنت ضد دياموند وايت أغنية «قوي» لكيلي كلاركسون، ولكنها نسيت بعض الكلمات، وخسرت المنافسة، فشكلت مع آلي بروك، نورماني، لورين جوريجوي وكاميلا كابيلو فريق باسم «فيفث هارموني»، ووصل الفريق إلى النهائيات وجاء في المركز الثالث.
أصدر فيفث هارموني أول أسطوانة مطولة «أفضل معا» سنة 2013. وأصدر الفريق أول ألبوم باسم «انعكاس» في يناير 2015، والألبوم الثاني "7/27" في مايو 2016. وفي 18 ديسمبر 2016 غادرت كاميلا كابيلو الفريق، وفي أغسطس 2017، أصدر ثالث ألبوم لهم وأولهم بعد مغادرة كاميلا باسمهم «فيفث هارموني». أول ألبومين تضمنها أغنيتا «استحقه» و«عمل من المنزل» على التوالي، صنفوا ضمن أفضل 10 في عدة ترتيبات تسجيل وطنية. كما ساهم الفريق في الموسيقى التصويرية لفيلم الرسوم المتحركة «فندق ترانسلفانيا 2» بأغنية «وقعت في حب وحش».

### العمل الفردي
شاركت في أغنية ريدوان «بوم بوم» جنبا إلى جنب مع دادي يانكي وفرنش مونتانا. كما غنت النشيد الوطني التونغي «الله وتونغا هما ما أرث» في 24 نوفمبر 2017 في نصف نهائي كأس العالم لدوري الرغبي 2017.

## ديسكوغرافيا

### المنفردة
| الإسم                                           | الإسم الأصلي | السنة | المراكز | المراكز | المراكز |
| الإسم                                           | الإسم الأصلي | السنة | HLS     | SNEP    | HPS     |
| ----------------------------------------------- | ------------ | ----- | ------- | ------- | ------- |
| "بوم بوم" (مع ريدوان، دادي يانكي وفرنش مونتانا) | Boom Boom    | 2017  | 24      | 170     | 90      |

### الفردية الترويجية
| الإسم                | الإسم الأصلي              | السنة |
| -------------------- | ------------------------- | ----- |
| الرقص مثل فتاة بيضاء | Dancing Like a White Girl | 2011  |